# Plies
Plies, pseudonimo di Algernod Lanier Washington (1º luglio 1976), è un rapper statunitense di Fort Myers, Florida.

## Biografia

### Gli inizi della carriera e la Big Gates Records
Plies e suo fratello Ronell Lawrence Levatte fondarono la Big Gates Records nel 1999.
Levatte era il direttore esecutivo ed il presidente dell'etichetta, mentre Plies era il direttore artistico.
Inizialmente Plies non si dedicò al rap, solo in seguito, dopo aver eseguito il brano "Tell Dem Krackers Dat" si appassionò al genere.
Il brano fu la chiave per far sottoscrivere al rapper di Fort Myers un contratto con l'etichetta Slip-N-Slide Records, sotto la quale militavano Trick Daddy, Trina e Rick Ross.
Dopo l'enorme successo del brano "Tell Dem Krackers Dat", la Big Gates Records decise di far pubblicare due mixtapes di Plies, che includevano i brani "36 Ounces" e "100% Real Nigga".

### 2006: L'arresto e I Wanna Love You
Il 2 luglio 2006, Plies è stato arrestato per possesso illegale d'arma da fuoco, mentre due membri del suo entourage furono accusati di tentato omicidio dopo un conflitto a fuoco al 238 West Nightclub di Gainesville in Florida.
Plies si stava per esibire in un concerto quando fu informato che il suo spettacolo sarebbe durato 15 minuti in meno per dare tempo a Lil' Boosie di esibirsi dopo. In risposta a questo, l'entourage di Plies aprì il fuoco a caso provocando il ferimento di cinque persone fortunatamente in maniera non mortale. In seguito Plies fu rilasciato dietro il pagamento di 10.000 dollari di cauzione.
Proprio in quel periodo, però, Plies si occupava della promozione del singolo "I Wanna Love You". Il brano che era nato per essere eseguito da Plies e da Akon fu fatto eseguire in seguito da Akon e Snoop Dogg per motivi commerciali. Dopo l'arresto e dopo il pagamento della cauzione, Plies continuò a promuovere il singolo, ma gli ultimi eventi non lo favorirono, anzi, furono solo cattiva pubblicità.
Questa cattiva pubblicità fece sì che la versione non ufficiale del brano, già ben nota perché circolata nel giro dei mixtape, con Snoop Dogg divenisse quella ufficiale.
In un'intervista ad Hot 97 con Akon, fu dichiarato che il brano era stato mandato originariamente a Trick Daddy, ma che in qualche modo finì anche nelle mani di Plies. Si disse, inoltre, che Plies non fu il primo esecutore del brano, infatti, Akon dichiarò che per il rapper aveva già prodotto e registrato un'altra traccia, "Hypnotized".

### 2007: The Real Testament
Il 7 agosto 2007, ha visto la luce l'album di debutto di Plies. Il singolo che lo ha accompagnato è "Shawty" con T-Pain. Il brano è stato un successo ed ha spopolato negli stati uniti, infatti, il singolo si è classificato al nono posto della classifica Billboard Hot 100. Secondo singolo dell'album è "Hypnotized" con Akon, mentre il terzo è "I Am the Club" prodotta da J.R. Rotem. L'album ha conquistato il disco d'oro.

### Dal 2008 fino ai giorni nostri: Definition of Real, Da REAList e Goon Affiliated
Il 10 giugno 2008, Plies ha pubblicato il suo nuovo album, Definition of Real, solo dieci mesi dopo l'uscita del suo primo album. Il primo singolo ufficiale è "Bust It Baby, Pt. 2" con Ne-Yo. Il singolo è arrivato ai primi posti in classifica, battendo il singolo precedente, "Shawty", inoltre è stato giudicato come il miglior singolo di Plies fino ad ora. L'album ha debuttato alla posizione numero due della classifica Billboard 200, vendendo 214 902 copie nella prima settimana. Il secondo singolo dell'album è "Please Excuse My Hands", con Jamie Foxx e The-Dream. Il terzo singolo è "#1 Fan" con J. Holiday e Keyshia Cole.
Il 16 dicembre 2008, Plies pubblica Da REAList, il suo terzo album. L'album è uscito solo sei mesi dopo il suo secondo album, Definition of Real. Il primo singolo è "Pants Hang Low", con la partecipazione di Chris J e prodotto da Mannie Fresh. Il disco ha debuttato alla posizione numero quattordici su Billboard 200 ed ha venduto più di 114 000 copie. Il secondo singolo estratto dall'album è Want It, Need It, con la collaborazione di Ashanti. Inoltre, Plies nel 2008 ha collaborato al brano Nasty Girl di Ludacris, per il suo album Theater of the Mind.
In una recente intervista, Plies ha confermato l'uscita del suo quarto album, Goon Affiliated, fissata al settembre 2009.

## Curiosità
Attualmente Plies ha lanciato un reality show intitolato Bust It Baby per trovare la donna dei suoi sogni. Alle audizioni dello show si sono presentate centinaia di donne. Plies sta ultimando le trattative per portare il reality show in televisione ed inoltre tre grandi reti si stanno battendo per appropriarsi dei diritti per mandarlo in onda.
Si dice che il rapper di Miami Rick Ross abbia avuto da ridire con Plies. Pare che Ross abbia chiamato Plies "bitch". Rick Ross viene supportato dall'amico Trick Daddy.

## Discografia

### Album in studio
- 2007 - The Real Testament
- 2008 - Definition of Real
- 2008 - Da REAList
- 2009 - Goon Affiliated

## Premi e nomination
- Ozone Awards
  - 2008: Miglior album rap: The Real Testament (Nominato)
  - 2008: Migliore collaborazione Rap/R&B: "Bust It Baby, Pt. 2" con Ne-Yo (Nominato)
  - 2008: Hit da club dell'anno: "I'm So Hood" con DJ Khaled, Trick Daddy, T-Pain e Rick Ross (Nominato)